# Априлці
Апри́лці (болг. Априлци) — місто, адміністративний центр общини Априлці, область Ловеч, Болгарія.

## Населення
За даними перепису населення 2011 року в місті проживали 3018 осіб.
Національний склад населення міста:
| Національність   | Кількість осіб | Відсоток |
| ---------------- | -------------- | -------- |
| болгари          | 2872           | 99,1 %   |
| турки            | 15             | 0,5 %    |
| цигани           | 7              | 0,2 %    |
| Всього відповіли | 2899           |          |

Розподіл населення за віком 2011 року:
Динаміка населення: